# Piero d’Inzeo
Piero d’Inzeo, född den 4 mars 1923 i Rom i Italien, död 13 februari 2014 i Rom i Italien, var en italiensk ryttare.
Han tog OS-brons i lagtävlingen i hoppning i samband med de olympiska ridsporttävlingarna 1972 i München.